# Người Israel (cổ đại)

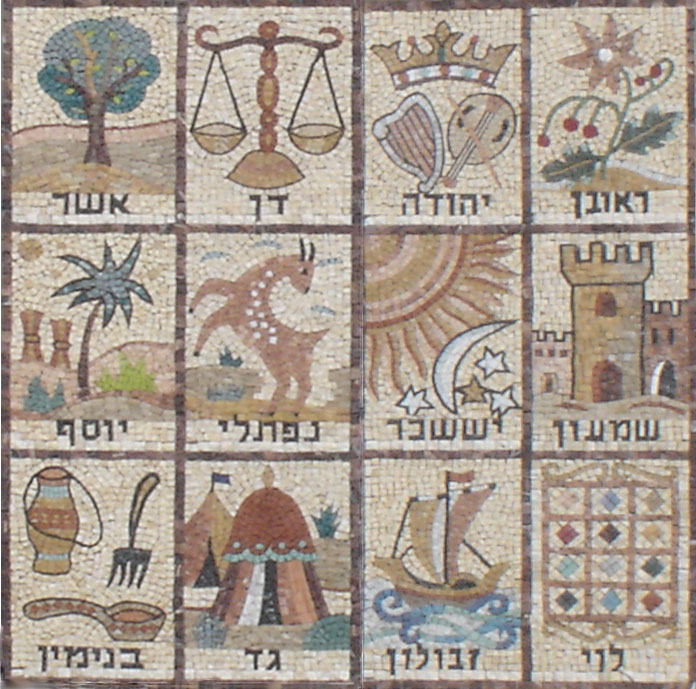
Tranh khảm về 12 chi tộc Israel trên tường một hội đường ở Jerusalem.

Người Israel (tiếng Hebrew: בני ישראל, Bnai Yisraʾel, dịch nghĩa: "con cái của Israel") là một dân tộc và sắc tộc người Semit (Xê-mít) nói tiếng Hebrew tại vùng Cận Đông cổ đại, định cư tại vùng đất thuộc Canaan trong thời kỳ bộ lạc và quân chủ (từ thế kỷ 15 tới thế kỷ 6 TCN). Thuật ngữ Kinh thánh "người Israel" (phát âm như là: Y-xơ-ra-ên hay Ít-xa-ren), còn được gọi là "mười hai chi tộc" hoặc "con cái Israel", mang cả hai nghĩa là hậu duệ trực tiếp của tổ phụ Jacob (Israel) cũng như là cư dân của Vương quốc Israel và Judah thống nhất. Trong giai đoạn hậu lưu đày bắt đầu từ thế kỷ 5 TCN, hai nhóm còn sót lại được biết đến của các chi tộc Israel dần được gọi là người Do Thái và người Samari, sinh sống trên các lãnh thổ tương ứng là Judea & Galilea và Samaria.

Bản đồ 12 chi tộc Israel. Chi tộc Levi gồm các tư tế và người giúp việc Đền Thờ không được trao lãnh địa riêng, trong khi đó Nhà Joseph chia thành 2 chi tộc.